# کریم کرکار
کریم کرکار (انگلیسی: Karim Kerkar؛ زادهٔ ۳ ژانویهٔ ۱۹۷۷) بازیکن فوتبال اهل الجزایر بود.
از باشگاه‌هایی که در آن بازی کرده‌است می‌توان به باشگاه فوتبال الوحده امارات، باشگاه فوتبال لو آور، و باشگاه فوتبال منچستر سیتی، باشگاه فوتبال داندی یونایتد، باشگاه ورزشی السیلیه، باشگاه فوتبال عجمان امارات، باشگاه فوتبال الامارات امارات و باشگاه فرهنگی ورزشی دبی اشاره کرد.
وی همچنین در تیم ملی فوتبال الجزایر بازی کرده‌است.